# Ischigualasto provinspark
Ischigualasto provinspark ligger i nordvästra Argentina.
Parken grundades som en provinspark 1971 och ligger till största delen i provinsen San Juan.
Den omfattar idag 60 369 hektar och sträcker sig över gränsen till provinsen La Rioja där den gränsar till Talampaya nationalpark. I dessa två parker finns många fossiler av däggdjur och dinosaurier och tillsammans utgör de ett världsarv.